# Stratton Mountain Resort
Stratton Mountain Resort är en vintersportort vid Stratton Mountain utanför Stratton i Windham County delstaten Vermont i USA. Den invigdes i december 1961, och började alltmer utvecklas under 1970-talet.

### Fotnoter
1. ↑  ”Stratton”. New England Ski History. http://www.newenglandskihistory.com/Vermont/strattonmtn.php. Läst 19 februari 2011.